# الدوري البيروي لكرة القدم 1994
الدوري البيروفي لكرة القدم 1994 (بالإسبانية: Campeonato Descentralizado 1994)‏ هو الموسم 66 من الدوري البيروفي لكرة القدم. كان عدد الأندية المشاركة فيه 16، وفاز فيه نادي سبورتينغ كريستال.